# Corynanthe mayumbensis
Corynanthe mayumbensis là một loài thực vật có hoa trong họ Thiến thảo. Loài này được (R.D.Good) N.Hallé mô tả khoa học đầu tiên năm 1966.